# ザ・パークグレイス・ホテルズ
株式会社ザ・パークグレイス・ホテルズ（英: The Park Grace Hotels Co., Ltd.）は、東京都港区に本社を置くホテル運営受託会社である。超高級ホテルに特化し運営受託、ブランディングを行っている。

## 概要
ホテルエイペックス洞爺（現：ザ・ウィンザーホテル洞爺リゾート&スパ）を再建した窪山哲雄が独立し設立。後継者難や経営不振に陥ったホテルや老舗旅館の再生も手掛ける。ホテルエイペックス洞爺の再建で培ったノウハウを生かし、国内外でチェーン展開する。
設立にあたって、新たに「ザ・パーク・グレースホテルズ」と名付けたホテルブランドを立ち上げ、今後東京や京都など国内4か所、海外でもニューヨークやパリで展開する。

## 事業内容
- ホテル開発・運営
- コンサルティング業務
- ブランディング - ブランド再生
- レストラン運営
- 学校事業 - 高度なホスピタリティマネジメントを養成
- 出版活動
- 研修・人材派遣
- 講演活動
- 物販